# Скопинцев, Олег Александрович
Олег Александрович Скопинцев (род. 15 апреля 1984 года, Краснодар) — российский гандболист, левый крайний.

## Карьера

### Клубная
Олег Скопинцев начинал заниматься гандболом в Краснодаре. Профессиональную карьеру начал в российском клубе «Чеховские медведи». В 2012 году, Олег Скопинцев перешёл в белорусский клуб «Динамо» Минск, с которым выиграл чемпионат Белоруссии. В 2013 году Олег Скопинцев стал игроком украинского клуба «Мотор» Запорожье, в составе которого стал двукратным чемпионом Украины. В 2015 году вернулся в клуб «Чеховские медведи». В 2017 году перешёл в московский «Спартак» (переименован в ЦСКА в марте 2020 года), который покинул в 2020 году.

### В сборной
Олег Скопинцев выступал за сборную России и провёл 47 матчей и забил 63 голов.

## Титулы
- Победитель чемпионата Белоруссии: 2013
- Обладатель кубка Белоруссии: 2013
- Победитель чемпионата Украины: 2014, 2015
- Обладатель кубка Украины: 2015
- Обладатель суперкубка Украины: 2015
- Победитель чемпионата России: 2008, 2009, 2010, 2011, 2012

## Статистика
| Сезон        | Клуб              | Лига      | Матчи | Голы | 7-метр | Голы | передачи | перехваты |
| ------------ | ----------------- | --------- | ----- | ---- | ------ | ---- | -------- | --------- |
| 2015/16      | Чеховские медведи | Суперлига | 20    | 48   | 0      | 48   | 3        | 8         |
| 2016/17      | Чеховские медведи | Суперлига | 23    | 57   | 10     | 47   | 8        | 8         |
| 2017/18      | Спартак Москва    | Суперлига | 29    | 89   | 9      | 80   | 15       | 16        |
| 2015-по н.в. | Итого             | Суперлига | 72    | 194  | 19     | 175  | 26       | 32        |